# Evelia Peralta
Evelia Peralta (Tucumán, 1941)  es investigadora y crítica en arquitectura y urbanismo, difusora de la cultura urbana y arquitectónica ecuatoriana.

## Trayectoria
Evelia Peralta estudió en la Universidad Nacional de Tucumán, Argentina. Se tituló en 1967. Ya arquitecta, compartió e integró el movimiento nacional que culminó en la Universidad Nacional de Córdoba con una propuesta denominada “Taller total”, respondiendo a las inquietudes de cuestionarse para qué se forman los arquitectos, cuál es su misión y cómo contribuir con la sociedad, planteando una manera multidisciplinar de enseñanza. Formó parte de la coordinación en uno de estos talleres en Tucumán.
Junto al arquitecto Rolando Moya Tasquer, su compañero de vida ganaron el concurso de la Cooperativa La Alborada, planteo urbano y prototipos de viviendas.
En 1975 se trasladó a Quito y la experiencia en docencia le facilitó continuar, la carrera docente, primero en la Universidad Central del Ecuador. Colaboró con el grupo de arquitectos que fundó la Facultad de Arquitectura, Diseño y Artes de la Universidad Católica del Ecuador, en 1994.
Evelia Peralta intervino en una experiencia en el Municipio de Quito creando en la Dirección de Planificación las Unidades de Proyectos Especiales y de Apoyo Técnico para la participación ciudadana y coordinación interinstitucional, en proyectos cuyo eje era el Centro Histórico de Quito.
Evelia Peralta  pese a no ser ecuatoriana, es un perfil relevante en el panorama local por ser pionera en la promoción de la arquitectura ecuatoriana desde la reflexión crítica frente a la historia y la actualidad.es considerada una de las Pioneras de la arquitectura ecuatoriana.

### Publicaciones
Evelia Peralta es pionera en el campo de las publicaciones de arquitectura en Ecuador. Junto a Rolando Moya Tasquer fundan y dirigen Trama en 1977 que en su primera etapa se publicó bimensualmente hasta noviembre de 1997.  A partir del año 2000 Evelia Peralta es la subdirectora de la revista Trama, que hasta el año 2022 lleva editados 170 ediciones. El proyecto dio pie a toda una serie de investigaciones sobre la arquitectura contemporánea del Ecuador que se publicó en libros y revistas nacionales e internacionales, lo que permitió difundir la arquitectura ecuatoriana a nivel mundial como Houses of the World/ Casas del Mundo.
Sus libros sirven de referencia para conocer la arquitectura ecuatoriana como por ejemplo la Guía Arquitectónica de Quito, que realizó junto a Rolando Moya y Pablo Moreira, Quito: Patrimonio cultural de la humanidad / Cultural Heritage of humanity y Arquitectura Paisajista. Quito, Conceptos y Diseños.
Participó además de una serie de 10 libros enmarcada dentro del Programa Editorial conjunto del Municipio de Quito y de la Junta de Andalucía-Consejería de Obras Públicas y Transportes, inserto a su vez en el marco del programa de Actuaciones en el Centro Histórico de Quito.

### Bienal Panamericana de Arquitectura de Quito
Evelia Peralta y Rolando Moya colaboraron en la concepción de la primera Bienal de Arquitectura de Quito y fueron quienes insistieron al grupo de creadores del Colegio de Arquitectos, que la bienal no debía ser solo nacional sino trascender sus fronteras. 
En el año de 1978 tuvo lugar la primera edición de la BAQ para la Región Andina, siendo pionera entre las bienales por su visión internacional. Evelia Peralta y Rolando Moya editaron los libros de las dos primeras ediciones. La Bienal es un evento reconocido a nivel nacional e internacional. como así también recibe la atención de críticos relevantes como Josep Maria Montaner.

## Reconocimientos
La labor de difusión de la arquitecta Evelia Peralta ha sido ampliamente reconocida a través de premios y menciones.
Por su labor en la revista Trama recibió el Premio de la III Bienal de Arquitectura de Quito en la categoría de Teoría, Historia y Crítica en 1982
La Revista Trama recibió el Premio FPAA 2008 de la Federación Panamericana de Asociaciones de Arquitectos. El premio fue compartido con la revista colombiana Escala. El jurado expresa en sus consideraciones que: "ambas publicaciones se han convertido en una referencia obligatoria de difusión de la arquitectura en el continente americano. Complementan además esta labor con la edición de libros y sus respectivas páginas web, con una excelencia en el contenido editorial y el tratamiento de detalles de fotografía e impresión."
En 2014 la propia Bienal hizo un reconocimiento a los fundadores Luis Oleas, Evelia Peralta, Rolando Moya, Rubén Moreira, Rafael Vélez, Guido Díaz y Fernando Flores.